# Avondklok

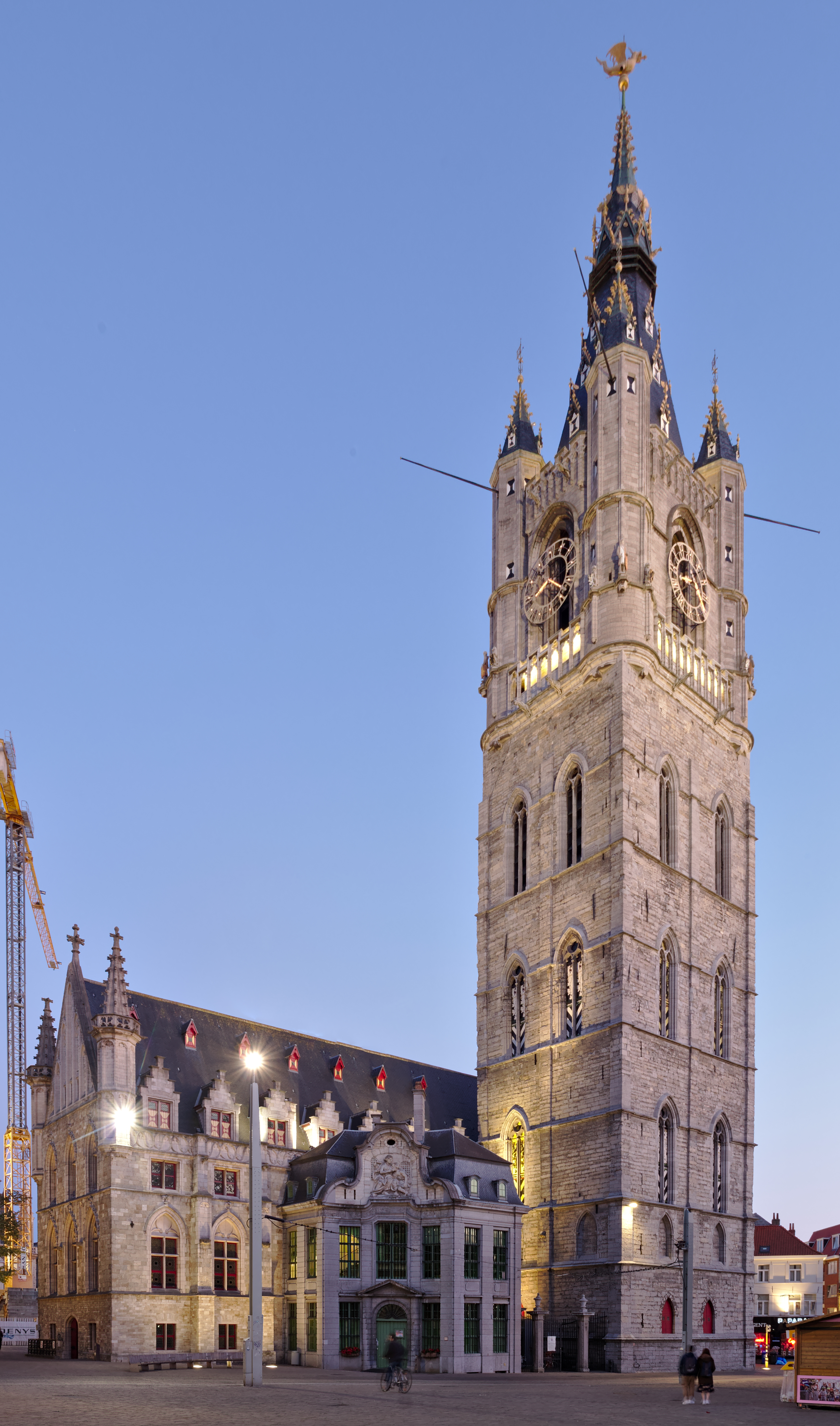
Belfort in Gent van waaruit de avondklok geluid werd.

Schutters in Amsterdam die beurtelings de nachtwacht liepen in wijk II nabij de Oude Kerk afgebeeld op Rembrandts schilderij De Nachtwacht.

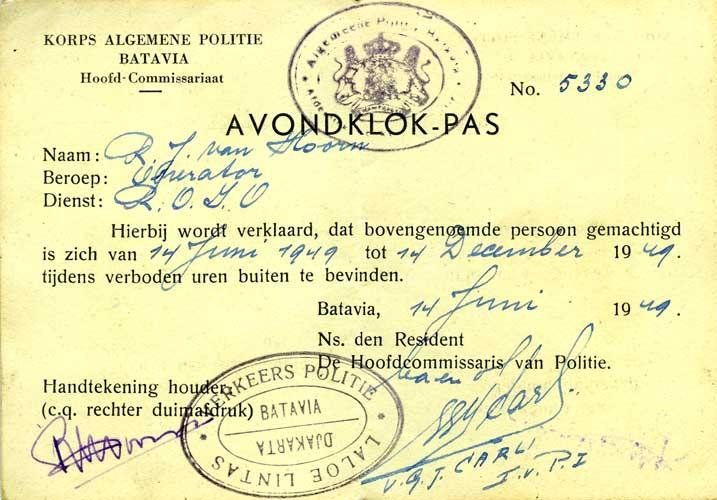
Avondklokpas uitgegeven door de politie van Batavia in 1949

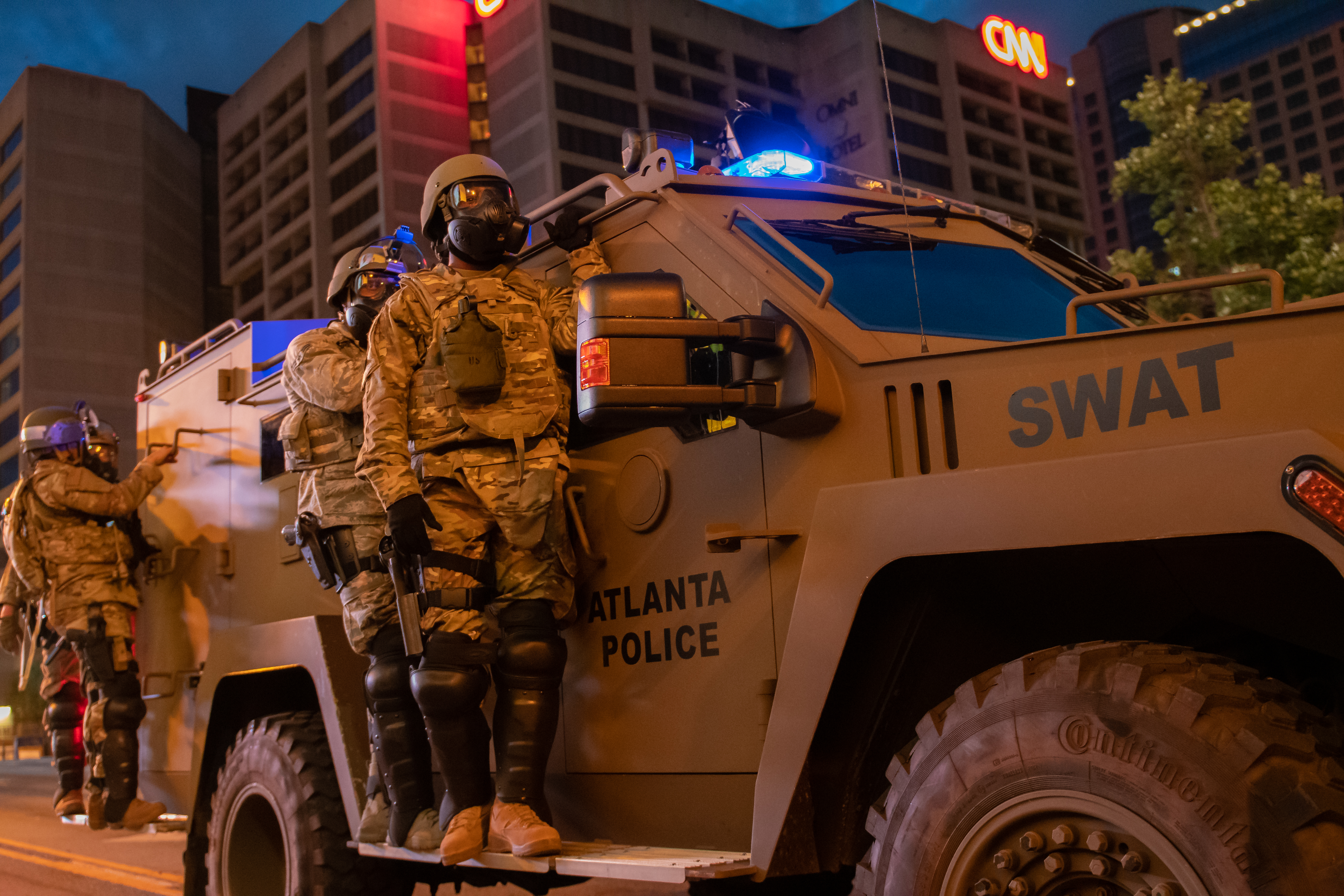
Amerikaanse National Guard patrouilleert in 2020 in de Amerikaanse stad Atlanta om de avondklok te handhaven bij protesten na de dood van George Floyd.

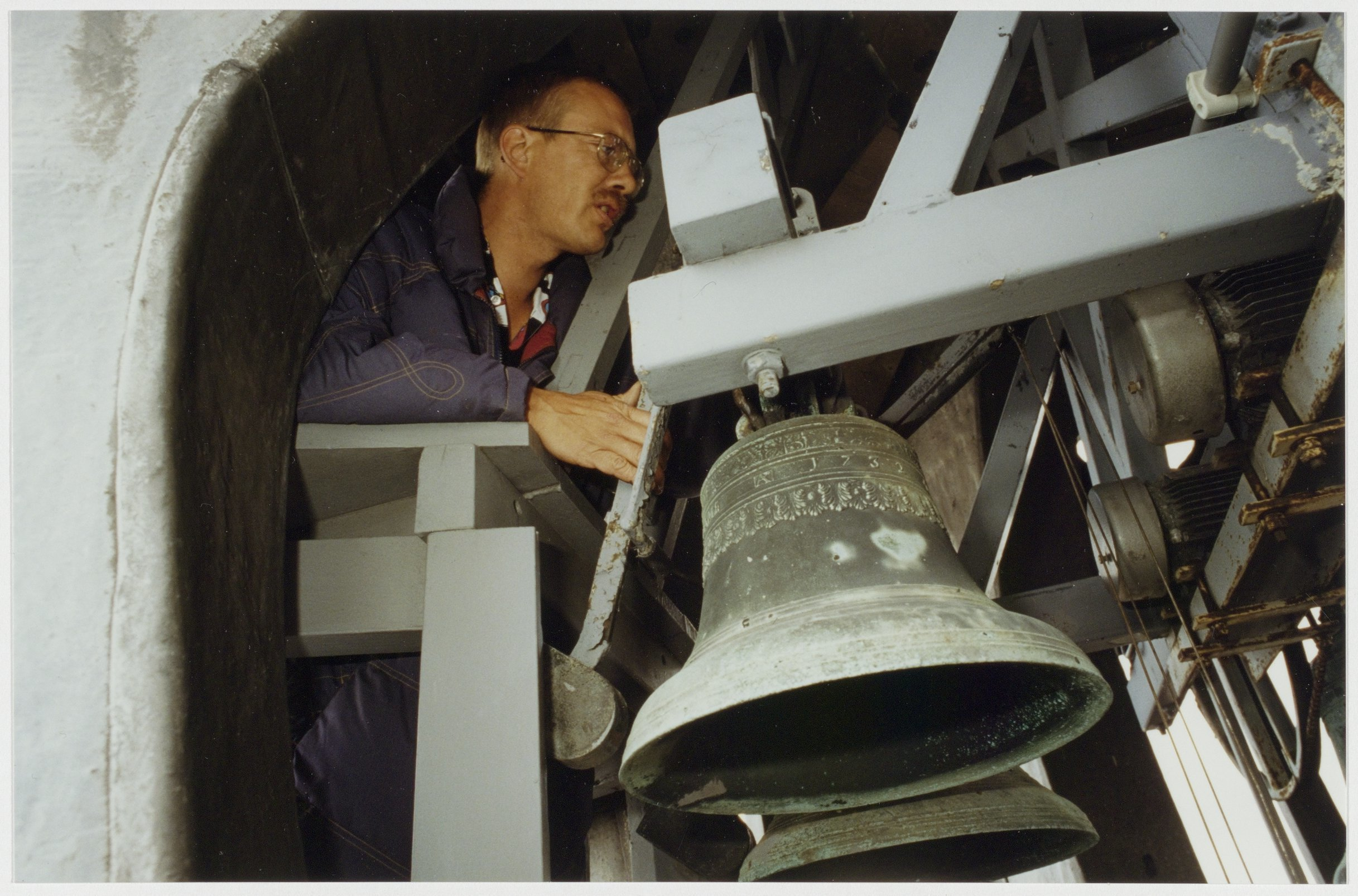
Controle van de nog iedere avond luidende avondklokken de Damiaatjes in de Grote of St.-Bavokerk in Haarlem in 1995.

Avondklok, ook wel papklok of spertijd genoemd, is de tijd waarin bepaalde beperkingen van toepassing zijn. Doorgaans verwijst het naar een tijdspanne tussen zonsondergang en zonsopgang waarin individuen in hun woningen moeten zijn, of zich niet op de openbare weg of in de openbare ruimte of buiten mogen bevinden (diverse formuleringen komen voor). De beperkingen kunnen in uitzonderlijke gevallen zoals een noodtoestand door de overheid worden opgelegd ter controle of bescherming van de bevolking, bijvoorbeeld in geval van een ramp, een pandemie of in oorlogstijd. Een avondklok kan worden opgelegd aan de gehele bevolking, maar wordt soms ook opgelegd aan specifieke bevolkingsgroepen.

## Middeleeuwen
In de middeleeuwen werd de avondklok geluid om aan te geven dat de stadspoorten werden gesloten. De poortwachters leverden de sleutel in bij de magistraat. Tot de morgenklok in de daaropvolgende ochtend kon niemand er meer in of uit en werd het kwaad buiten de poort gehouden. Het was vaak ook een signaal voor andere beperkingen, waaronder het verplicht dragen van een lantaarn en het doven van haardvuur (Frans couvre-feu, letterlijk 'vuur afdekken'; Engels curfew) om stadsbranden te voorkomen. Herbergen en taveernen moesten hun deuren sluiten en prostituees hun werkzaamheden beëindigen. De rust werd bewaakt door de schutterij die verantwoordelijk was voor de nachtwacht.
De avondklok ging aanvankelijk gelijk op met de zonsondergang, maar later werden vaste tijden geïntroduceerd. Deze tijden verschilden per stad. In Mechelen en Gent moesten kroegen om 22.00 uur gesloten  zijn, in Antwerpen om 22.30 en in Brussel om 23.00 uur. Overschrijding van de avondklok werd beboet.
Stadsklokken werden een belangrijk communicatiemiddel. Steden kregen een belfort of klokkentoren waarin een stadsklok werd opgehangen. Het kon ook voorkomen dat een stadsbestuur een klok in een kerktoren plaatste of pachtte. In tegenstelling tot kerkklokken bleven stadsklokken ongewijd en kregen geen eigen naam.
In de loop der tijd werd de hoofdklok – de banklok – vergezeld van klokken voor specifieke functies, zoals een werkklok, een klok bij brand, kermis, raadsbesluiten en een avondklok. De avondklok werd ook wel  wingeroen, achterste clocke, laetste clocke, slaepclocke; boeveclocke, diefclocke, drabbeclocke, donkerclocke, ruymclocke of waeckersclocke genoemd.
Utrecht had een avondklok in de Buurkerk in Utrecht. In Haarlem waren de Damiaatjes verantwoordelijk om het sluiten van haar stadspoorten aan te kondigen. Amsterdam had een avondklok ('boevenklok') in de Oude Kerk.
In de avond was het donker en stil in de steden. De introductie van straatlantaarns maakte de avonden in steden lichter en levendiger.
De avondklok wordt ook in de 21e eeuw in sommige steden als traditie nog geluid. Culemborg, Putten, Doesburg, Ede, Lochem, Terborg, Lunteren, Zutphen, Aalten, Hummelo, Winterswijk, Huissen, Gendringen, Otterlo en Zelhem kennen nog een avondklok. Ook de waakklok in Utrecht is, na omzwervingen vanwege de klokkenvordering in de Tweede Wereldoorlog, op 15 juli 2002 weer in ere hersteld en luidt om 21.55 uur.

## Nederland

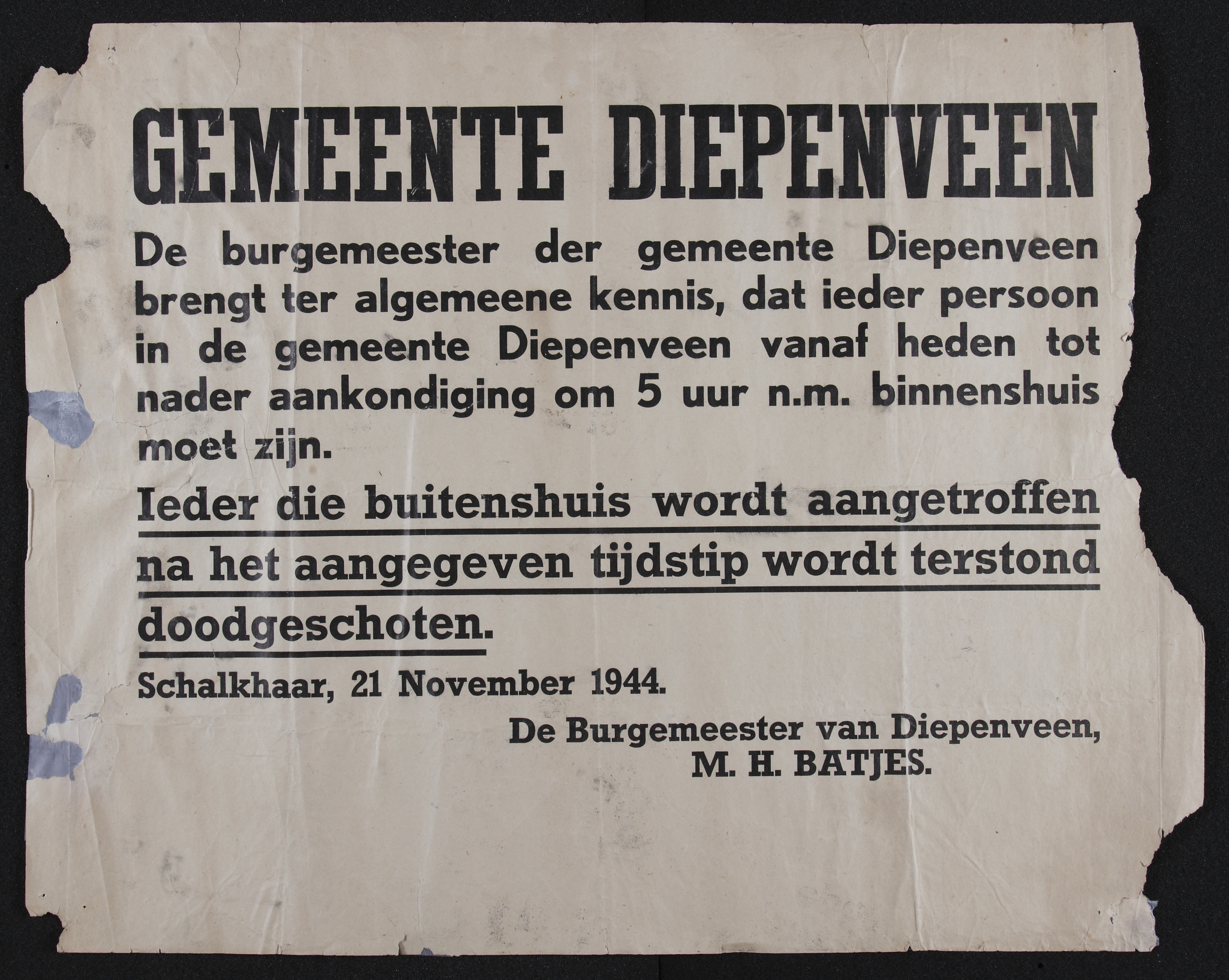
Gebod in de bezette gemeente Diepenveen in 1944 dat iedereen na 17 uur binnen moet blijven op straffe van de dood
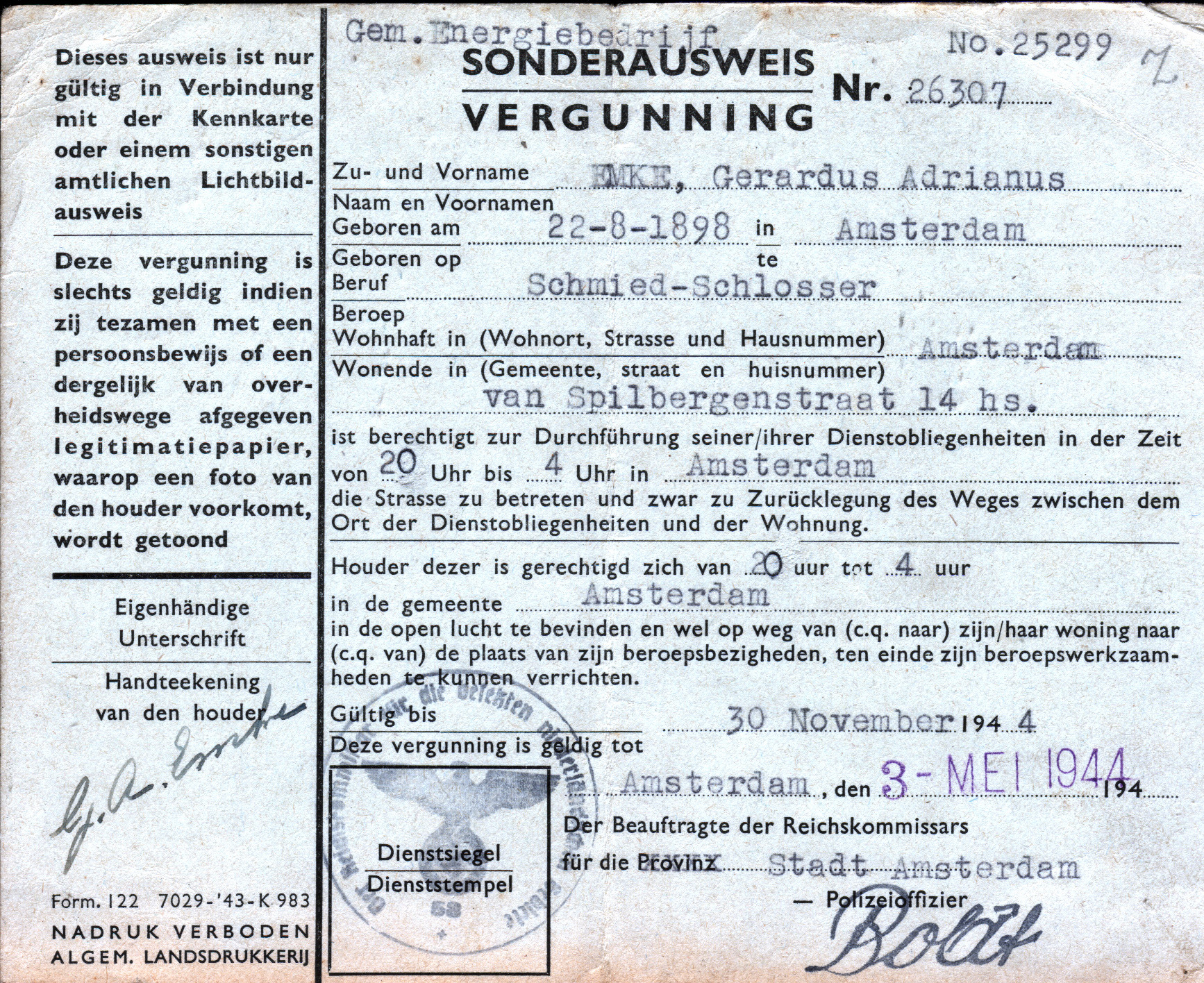
Sonderausweis van een medewerker van het Gemeentelijk energiebedrijf van Amsterdam
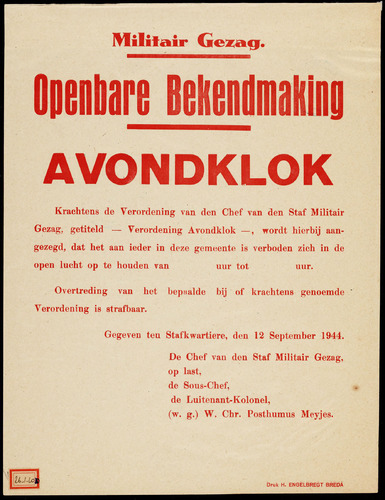
Openbare bekendmaking van de avondklok van het Militair Gezag in bevrijd gebied in 1944

### Tweede Wereldoorlog
Tijdens de Duitse bezetting van Nederland (1940-1945) werd vanaf 1 november 1940 een avondklok ingesteld die aanvankelijk liep van 00.00 uur tot 04.00 uur. Deze 'spertijd' werd ingevoerd samen met verduisteringsmaatregelen. In de loop van de oorlog werd de aanvang van de spertijd in gemeenten vervroegd. Voor Joden gold vanaf juni 1942 een spertijd vanaf acht uur in de avond.
Degenen die moesten werken gedurende de spertijd (zoals mensen van de Luchtbeschermingsdienst) hadden een vergunning van de Duitse bezettingsautoriteiten nodig. Zo'n vergunning werd een 'Sonderausweis' of kortweg Ausweis genoemd, die bij het persoonsbewijs werd bewaard.
Spertijd werd ook als represaillemaatregel ingezet na aanslagen van het verzet. In Amsterdam werd op 1 februari 1942 om deze reden de spertijd aangepast: inwoners van Amsterdam moesten binnenblijven vanaf 20.00 uur.
Op 12 september 1944 voerde het Militair Gezag in het bevrijde deel van Nederland een avondklok in.

### Indonesische onafhankelijkheidsoorlog
In Nederlands-Indië werd tijdens de politionele acties een avondklok ingesteld.

### Coronacrisis

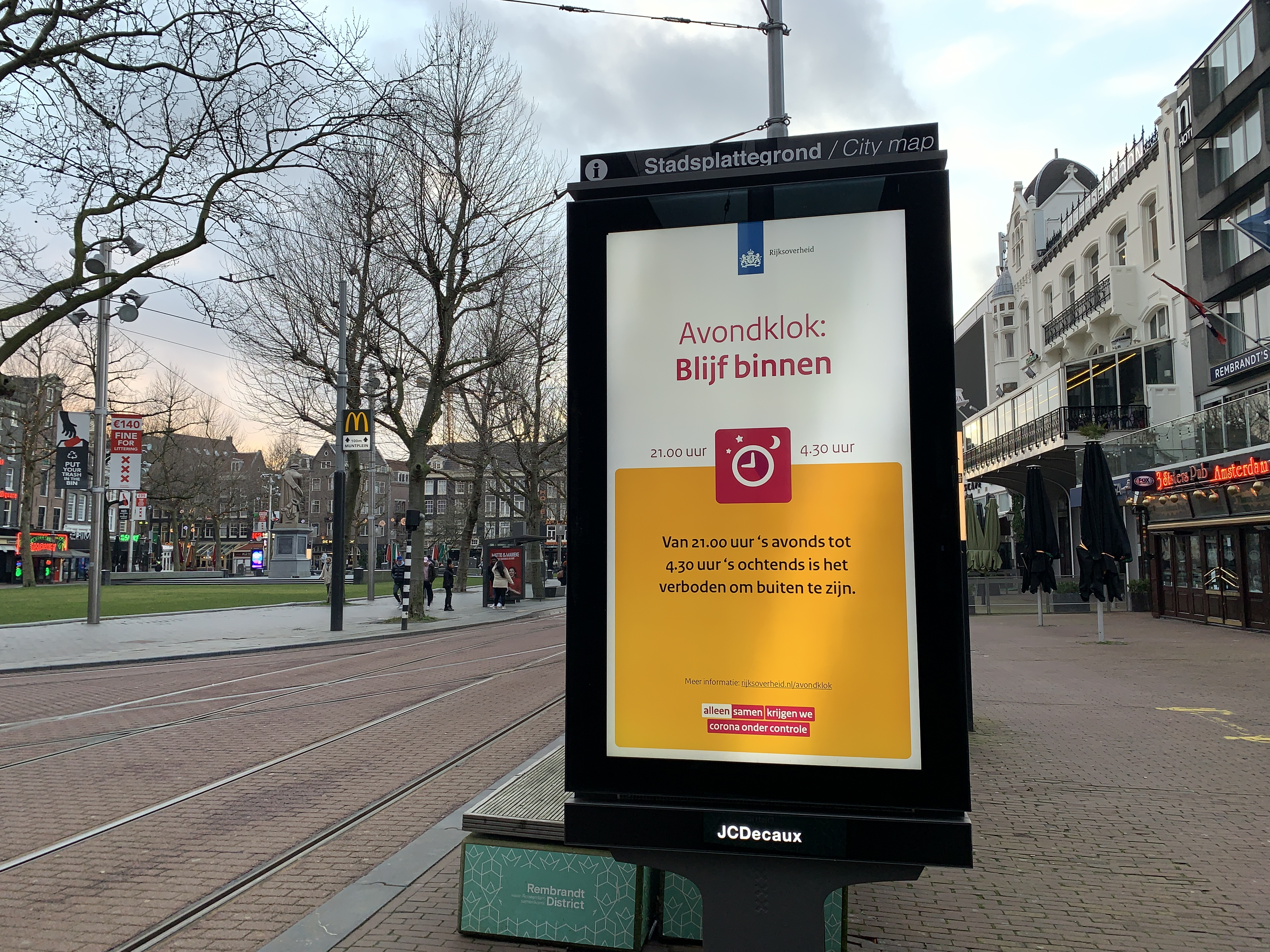
Een elektronisch reclamebord met een aankondiging van de avondklok op het Rembrandtplein in Amsterdam.

In september 2020 stelde het Outbreak Management Team voor een avondklok in te stellen ter bestrijding van de coronacrisis. De regering besloot anders, omdat dit aan de spertijd van de Tweede Wereldoorlog zou doen denken.
Op 20 januari 2021 kondigde het kabinet-Rutte III aan alsnog een landelijke avondklok te willen invoeren. Een dag later vond hierover het Kamerdebat plaats, waarbij verschillende moties werden ingediend. PVV, DENK en FVD stemden tegen de invoering van een avondklok en tegen het invoeren van een wettelijke verplichting voor bedrijven om zich aan de bestaande maatregelen te houden. Partij voor de Dieren, SGP en eenmansfracties Krol en Van Kooten-Arissen stemden tegen de avondklok maar vóór strengere regelgeving voor bedrijven. VVD, CDA, D66, GroenLinks, SP, PvdA, ChristenUnie en 50PLUS stemden zowel vóór de avondklok als vóór strengere regelgeving voor bedrijven. Het kabinet gaf daarop aan een avondklok in te stellen en de mogelijkheid tot afdwinging van de coronamaatregelen in bedrijfspanden te onderzoeken.
De avondklok werd ingesteld van 23 januari tot 10 februari 2021 tussen 21.00 en 04.30 uur. Zij regelde een verbod op het vertoeven in de openlucht op alle openbare plekken. Daarnaast was zij van toepassing op alle erven bij voor publiek openstaande gebouwen. Uitzonderingen op het verbod waren onder andere medische hulp, hulpverlening aan een hulpbehoevende persoon, werk, examens en het aangelijnd uitlaten van een hond, en noodsituaties, waaronder pech onderweg. Men werd wel verwacht rekening te houden met files of het eventueel missen van trein of bus. Sommige uitzonderingen moeten worden aangetoond middels een ‘Eigen verklaring avondklok’ en een ‘Werkgeversverklaring avondklok’.
De avondklok werd meerdere malen verlengd en kwam ten einde op 28 april 2021. Vanaf 31 maart 2021 werd de aanvangstijd van de avondklok gewijzigd van 21:00 naar 22:00.
Op 16 februari 2021 oordeelde de voorzieningenrechter van de Rechtbank Den Haag dat de avondklok per direct zou moeten vervallen, omdat geen sprake zou zijn van buitengewone omstandigheden, wat de Wet buitengewone bevoegdheden burgerlijk gezag vereiste. Later die dag schorste het gerechtshof Den Haag de beslissing van de voorzieningsrechter tot de definitieve uitspraak in hoger beroep, wat betekende dat de avondklok in ieder geval actief zou blijven tot de uitspraak van het hoger beroep. Het gerechtshof in Den Haag oordeelde ruim een week later dat er wel degelijk sprake was van buitengewone omstandigheden en dat de avondklok rechtmatig en proportioneel was. Op 3 december 2021 concludeerde de Advocaat-Generaal bij de Hoge Raad der Nederlanden, in het door Stichting Viruswaarheid.nl en anderen ingestelde cassatieberoep tegen het arrest van het Gerechtshof Den Haag van 26 februari 2021, tot verwerping van het cassatieberoep.

### Rechtsgrondslag
Een avondklok beperkt het recht op bewegingsvrijheid. Artikel 2 van het Vierde Protocol bij het Europees Verdrag voor de Rechten van de Mens uit 1950 garandeert de bewegingsvrijheid van een ieder die zich wettig op het grondgebied van een Staat bevindt. Dit recht mag niet worden beperkt, tenzij dat noodzakelijk is voor de nationale veiligheid, de openbare orde, het voorkomen van strafbare feiten, bescherming van de volksgezondheid of goede zeden, of bescherming van de rechten van anderen, en dan alleen mits daar een specifieke en voldoende duidelijke wettelijke basis voor is. Ook het Internationaal verdrag inzake burgerrechten en politieke rechten uit 1966 dat door Nederland is ondertekend garandeert in artikel 12 een ieder die wettig zich op het grondgebied verblijft in dit gebied 'het recht zich vrijelijk te verplaatsen en er zijn verblijfplaats vrijelijk te kiezen'. Dit recht mag volgens artikel 12.3 worden beperkt als de bescherming van de nationale veiligheid, openbare orde, volksgezondheid of de goede zeden in het geding zijn. Eventuele beperkingen van de bewegingsvrijheid zijn verder niet geregeld in de Nederlandse Grondwet. Een avondklok kan wel als een vrijheidsontnemende maatregel beschouwd worden. Artikel 15 van de Grondwet stelt dat niemand zijn vrijheid mag worden ontnomen buiten de gevallen bij of krachtens de wet bepaald.
Omgekeerd is de overheid verplicht om maatregelen te treffen ter bevordering van de volksgezondheid volgens artikel 22 van de Nederlandse Grondwet. Ook moeten epidemieën zoveel mogelijk worden voorkomen volgens artikel 11 van het Europees Sociaal Handvest en moet de overheid volgens artikel 12 van het Internationaal Verdrag inzake economische, sociale en culturele rechten het recht op een zo goed mogelijke gezondheid van eenieder garanderen.
Op landelijk niveau kan een avondklok worden ingesteld bij koninklijk besluit op grond van artikel 8, eerste lid, van de Wet buitengewone bevoegdheden burgerlijk gezag. Deze wet geeft de overheid de bevoegdheid om het vertoeven in de open lucht te beperken. Dit mag alleen na uitroeping van de noodtoestand of in het geval van buitengewone omstandigheden die dit noodzakelijk maken. Tijdens de coronacrisis in Nederland gaf het Besluit van 22 januari 2021, houdende inwerkingtreding en inwerkingstelling van artikel 8, eerste en derde lid, van de Wet buitengewone bevoegdheden burgerlijk gezag de minister van Justitie de bevoegdheid om een avondklok in te stellen. Deze heeft dat gedaan middels de Tijdelijke regeling landelijke avondklok covid-19. Op 16 februari 2021 heeft de voorzieningenrechter van de Rechtbank Den Haag de Staat veroordeeld artikel 8 lid 1 en 3 Wbbbg per omgaande buiten werking te stellen, waardoor ook de Tijdelijke regeling vervalt. Daarop heeft de Staat een spoedberoep tegen uitspraak op dezelfde dag gedaan. Het Gerechtshof Den Haag heeft de onmiddellijke inwerkingtreding van de buitenwerkingstelling ongedaan gemaakt. De regeling trad weer vanaf 20.39 uur in werking tot de uitspraak van vrijdag 19 februari.
Op 19 februari 2021 bekrachtigde de Eerste Kamer de Tijdelijke wet beperking vertoeven in de openlucht covid-19. Deze spoedwet was door het kabinet geïntroduceerd voor het geval het gerechtshof in hoger beroep de werking van de tijdelijke regeling landelijke avondklok covid-19 zou doorkruisen, wat uiteindelijk niet gebeurde.
Ook op gemeentelijk niveau kan tijdens de crisis een avondklok worden ingesteld op grond van artikel 58m van de Tijdelijke wet maatregelen covid-19. Hierin staat opgenomen dat een burgemeester inwoners kan verbieden om op een openbare plaats te zijn tussen bepaalde tijdstippen.

### Caribisch deel koninkrijk
Ook in de landen Curaçao, Aruba en Sint-Maarten, alsmede op de eilanden van Caribisch Nederland, werd tijdens de Coronapandemie regelmatig teruggegrepen op de avondklok, lokaal "Toke di Keda" genoemd. Vergeleken met Nederland wordt er in de Cariben flexibeler met het middel omgegaan: de klok is naar de noodzaak meerdere keren ingesteld, aangescherpt, versoepeld en afgeschaft.

## België
Tijdens de twee wereldoorlogen werd telkens de avondklok ingesteld, omdat de Duitse bezetter zich niet gebonden achtte door de grondwettelijke rechtsorde van België, die het uitroepen van de noodtoestand verbiedt.

### Eerste Wereldoorlog
Tijdens de Eerste Wereldoorlog gold het uitgaansverbod meestal vanaf 21 uur of in de zomer vanaf 22 uur, wat samenviel met het opgelegde sluitingsuur voor drankgelegenheden. Vanaf 5 uur 's morgens mochten de bewoners weer op straat.

### Tweede Wereldoorlog
In de Tweede Wereldoorlog liep de Duitse avondklok doorgaans van middernacht tot 6 uur. In Antwerpen was het van half een tot 6 uur. Het stadsbestuur van burgemeester Leo Delwaide verplichtte Joden na de pogrom van 14 april 1941 binnen te blijven van 19 uur tot 7 uur. Vanaf 29 augustus 1941 gold voor alle Joden een avondklok van acht uur in de avond tot 7 uur in de ochtend.

### Coronacrisis
Tijdens de coronacrisis in 2020  en 2021 werd diverse keren een avond- of nachtklok opgelegd. Gouverneur Cathy Berx stelde op 29 juli 2020 een uitgaansverbod in voor de provincie Antwerpen tussen 23u30 en 6u. De maatregel zou vier weken duren. Strafrechtspecialisten noemden dit een ongrondwettige vorm van vrijheidsberoving, onder meer omdat niet duidelijk was wat de maatregel op medisch vlak nog kon bijdragen bovenop het samenscholingsverbod. Op 13 oktober 2020 voerden ook Waals-Brabant en de provincie Luxemburg een avondklok in tussen 1u en 6u en dit voor twee weken. Vervolgens kwam er bij ministerieel besluit van 28 oktober 2020 een nationale avondklok op grond van de wet op de civiele veiligheid. Dit stelde een verbod in om zich op de openbare weg en in de openbare ruimte te bevinden tussen 0.00 uur en 05.00 uur 's morgens, behalve in geval van essentiële, niet-uitstelbare verplaatsingen.
Een nationaal einde kwam er aan de avondklok op maandag 8 mei 2021. Deze beëindiging viel samen met de heropening van de horeca en moest plaatsmaken voor een samenscholingsverbod waarbij samenscholingen met meer dan 3 (later 5) personen verboden waren op openbare domeinen. Ook aan het samenscholingsverbod kwam later een einde.

## In andere landen
In sommige landen bestaat er een avondklok voor minderjarigen ter bescherming van de jeugd. In IJsland gelden er algemene maatregelen voor kinderen onder de 16. In Engeland en Wales kan de lokale politie een individueel uitgaansverbod opleggen aan kinderen onder de 15.

### Tijdens de coronacrisis

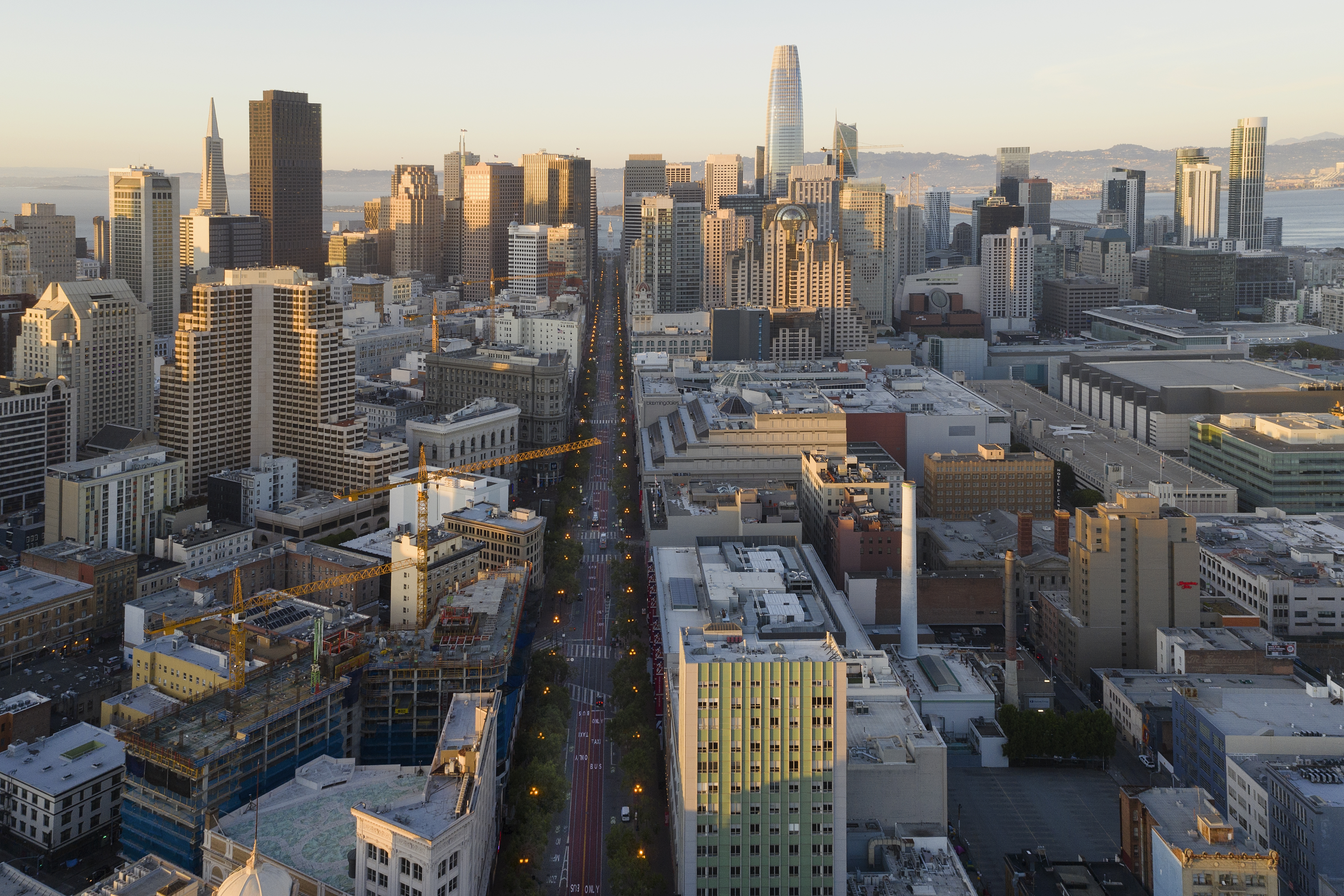
Lockdown in het centrum van San Francisco, 2020

In 2020 werd er door sommige landen een avondklok ingesteld als maatregel tijdens de coronapandemie. Binnen het Nederlands Koninkrijk was een dergelijke maatregel van kracht in Aruba (vanaf 21 maart 2020), Curaçao (van 21 maart tot 5 juni 2020). In de Australische deelstaat Victoria werd op 2 augustus een ramptoestand uitgeroepen, met in Melbourne een lockdown en avondklok van 20 tot 5 uur. In Frankrijk kondigde president Macron op 14 oktober 2020 een avondklok aan, van 21 uur tot 6 uur en voor vier weken in de Parijse regio en acht andere grote steden. Op 16 januari 2021 werd een avondklok van 18 uur tot 6 uur ingesteld in heel Frankrijk.

## Scheepvaart
In de scheepvaart is de spertijd de periode waarin bruggen en sluizen niet bediend worden.